# Лаши
Лаши (также лэци, бирм. လရှီ, кит. 勒期) — один из малочисленных народов Мьянмы и Китая. По политическим причинам в Мьянме и Китае язык лаши относят к качинским языкам, однако генетически он ближе к лоло-бирманскому, а сами себя лаши считают отдельным от качинов народом. Возможно, родственны качинским народам, в том числе мару и атси. По исследованиям 2000 года численность народа лаши в штате Качин достигала 30000 человек. Около двух тысяч проживает в Дэхун-Дай-Качинском автономном округе Китая.
Традиционные занятия — поливное рисоводство, после установления власти коммунистического правительства экономику района поддерживает выращивание сахарного тростника, табака, нефтепереработка, текстильная промышленность и серебряные рудники. Землёй обычно владели ачанские или дайские вожди. Лаши патрилинейны, свадьбы обычно устраиваются родителями. Семья расширенная. Религия представляет собой смесь буддизма и традиционных верований.